# Granby (Colorado)
Granby est une localité du Middle Park dans le comté de Grand, située dans le Colorado, aux États-Unis sur la U.S. Route 40 à 137 km à l'ouest de Denver.
Selon le recensement de 2010, Granby compte 1 864 habitants. La municipalité s'étend sur 12,76 milles carrés (33,05 km2).
La ville est nommée en l'honneur de Granby Hillyer, le fondateur de la ville.
Le 4 juin 2004, Marvin Heemeyer, propriétaire d'une boutique de silencieux s'est mis à détruire la ville avec son bulldozer modifié et renforcé, dégoûté que le conseil de la ville ainsi que les familles les plus riches aient tenté de le forcer à vendre son magasin/hangar désiré par un homme prénommé Cody pour que celui-ci puisse construire son usine de béton. La ville,Cody et le propriétaire du terrain firent plusieurs vices de procédure dans le but de le décourager Marvin de garder sa propriété. Marvin créa un tank depuis un bulldozer acheté depuis la Californie. De nombreux bâtiments furent endommagés, dont la mairie, une banque et le commissariat de police. Le saccage dura 2 heures jusqu'à ce que le bulldozer fut coincé. Heemeyer se suicida avec un pistolet. Aucune autre personne ne trouva la mort, mais le prix des dommages s'éleva à 7 millions de dollars. Heemeyer avec son véhicule fut surnommé Killdozer.

## Démographie
| 1910 | 1920 | 1930 | 1940 | 1950 | 1960 |
| ---- | ---- | ---- | ---- | ---- | ---- |
| 40   | 32   | 90   | 251  | 463  | 503  |

| 1970 | 1980 | 1990 | 2000  | 2010  | - |
| ---- | ---- | ---- | ----- | ----- | - |
| 554  | 963  | 966  | 1 525 | 1 864 | - |